# 格林灣
格林灣（英語：Greene Inlet），是南極洲的海灣，位於南喬治亞群島，處於帕里亞丁角西北面，以英國皇家海軍的上尉指揮官命名，現時由南極條約體系管理。

## 外部連結
. . United States Geological Survey.   [2012-05-07].
54°3′S 38°1′W / 54.050°S 38.017°W